# اسمارت کامیونیکیشنز
اسمارت کامیونیکیشنز (انگلیسی: Smart Communications) شرکت مخابرات فیلیپینی است، که در سال ۱۹۹۱ توسط مانوئل پانگیلینان تأسیس شد.